# Martin Andermatt
Martin Andermatt (21 listopada 1961 w Baarze) – szwajcarski piłkarz grający na pozycji pomocnika. 

## Kariera klubowa
Karierę piłkarską Andermatt rozpoczął w klubie FC Baar. W 1977 roku został zawodnikiem FC Zug i w latach 1977–1979 grał w jego barwach w drugiej lidze szwajcarskiej. Następnie odszedł do FC Wettingen. W sezonie 1981/1982 awansował z Wettingen do pierwszej ligi szwajcarskiej.
Latem 1983 roku Andermatt przeszedł do FC Basel. W klubie z Bazylei spędził dwa sezony, po czym trafił do Grasshoppers Zurych. W sezonie 1989/1990 wywalczył z Grasshoppers swój jedyny w karierze tytuł mistrza Szwajcarii. W sezonach 1987/1988, 1988/1989 i 1989/1990 trzykrotnie z rzędu zdobył z Grasshoppers Puchar Szwajcarii. W Grasshoppers grał do końca sezonu 1989/1990.
Latem 1990 Andermatt wrócił do FC Wettingen. Występował w nim przez dwa lata. W 1992 roku został zawodnikiem amatorskiego FC Emmenbrücke, w którym w 1997 roku zakończył swoją karierę.
| Sezon   | Klub                | Kraj       | Rozgrywki      | Mecze | Bramki |
| ------- | ------------------- | ---------- | -------------- | ----- | ------ |
| 1977/78 | FC Zug              | Szwajcaria | Nationalliga B | ?     | ?      |
| 1978/79 | FC Zug              | Szwajcaria | Nationalliga B | ?     | ?      |
| 1979/80 | FC Wettingen        | Szwajcaria | Nationalliga B | 20    | 0      |
| 1980/81 | FC Wettingen        | Szwajcaria | Nationalliga B | 23    | 1      |
| 1981/82 | FC Wettingen        | Szwajcaria | Nationalliga B | 30    | 2      |
| 1982/83 | FC Wettingen        | Szwajcaria | Nationalliga A | 29    | 8      |
| 1983/84 | FC Basel            | Szwajcaria | Nationalliga A | 27    | 6      |
| 1984/85 | FC Basel            | Szwajcaria | Nationalliga A | 29    | 5      |
| 1985/86 | Grasshoppers Zurych | Szwajcaria | Nationalliga A | 29    | 2      |
| 1986/87 | Grasshoppers Zurych | Szwajcaria | Nationalliga A | 28    | 7      |
| 1987/88 | Grasshoppers Zurych | Szwajcaria | Nationalliga A | 34    | 7      |
| 1988/89 | Grasshoppers Zurych | Szwajcaria | Nationalliga A | 34    | 3      |
| 1989/90 | Grasshoppers Zurych | Szwajcaria | Nationalliga A | ?     | ?      |
| 1990/91 | FC Wettingen        | Szwajcaria | Nationalliga A | 6     | 1      |
| 1991/92 | FC Wettingen        | Szwajcaria | Nationalliga A | 21    | 1      |
| 1992/93 | FC Emmenbrücke      | Szwajcaria | III liga       | ?     | ?      |
| 1993/94 | FC Emmenbrücke      | Szwajcaria | III liga       | ?     | ?      |
| 1994/95 | FC Emmenbrücke      | Szwajcaria | III liga       | ?     | ?      |
| 1995/96 | FC Emmenbrücke      | Szwajcaria | III liga       | ?     | ?      |
| 1996/97 | FC Emmenbrücke      | Szwajcaria | III liga       | ?     | ?      |

## Kariera reprezentacyjna
W reprezentacji Szwajcarii Andermatt zadebiutował 2 grudnia 1983 roku w przegranym 0:1 towarzyskim meczu z Wybrzeżem Kości Słoniowej, rozegranym w Abidżanie. W swojej karierze grał w eliminacjach do MŚ 1990. Od 1983 do 1989 roku rozegrał w kadrze narodowej 11 meczów.
| Mecze i gole w reprezentacji | Mecze i gole w reprezentacji | Mecze i gole w reprezentacji      | Mecze i gole w reprezentacji | Mecze i gole w reprezentacji | Mecze i gole w reprezentacji | Mecze i gole w reprezentacji |
| #                            | Data                         | Stadion                           | Rywal                        | Wynik                        | Gol                          | Rozgrywki                    |
| 1983                         | 1983                         | 1983                              | 1983                         | 1983                         | 1983                         | 1983                         |
| ---------------------------- | ---------------------------- | --------------------------------- | ---------------------------- | ---------------------------- | ---------------------------- | ---------------------------- |
| 1.                           | 02.12.1983                   | Abidżan, Wybrzeże Kości Słoniowej | Wybrzeże Kości Słoniowej     | 0:1                          | 0                            | towarzyski                   |
| 2.                           | 06.12.1983                   | Mombasa, Kenia                    | Kenia                        | 0:0                          | 0                            | towarzyski                   |
| 1987                         |                              |                                   |                              |                              |                              |                              |
| 3.                           | 16.12.1987                   | Ramat Gan, Izrael                 | Izrael                       | 2:0                          | 0                            | towarzyski                   |
| 1988                         |                              |                                   |                              |                              |                              |                              |
| 4.                           | 05.02.1988                   | Monako, Monako                    | Austria                      | 1:2                          | 0                            | Tournoi de France 1988       |
| 5.                           | 27.04.1988                   | Kaiserslautern, RFN               | RFN                          | 0:1                          | 0                            | towarzyski                   |
| 6.                           | 28.05.1988                   | Lozanna, Szwajcaria               | Anglia                       | 0:1                          | 0                            | towarzyski                   |
| 7.                           | 05.06.1988                   | Bazylea, Szwajcaria               | Hiszpania                    | 1:1                          | 0                            | towarzyski                   |
| 8.                           | 24.08.1988                   | Lucerna, Szwajcaria               | Jugosławia                   | 0:2                          | 0                            | towarzyski                   |
| 9.                           | 21.09.1988                   | Luksemburg, Luksemburg            | Luksemburg                   | 4:1                          | 0                            | el. MŚ 1990                  |
| 10.                          | 19.10.1988                   | Bruksela, Belgia                  | Belgia                       | 0:1                          | 0                            | el. MŚ 1990                  |
| 1989                         |                              |                                   |                              |                              |                              |                              |
| 11.                          | 25.10.1989                   | Praga, Czechosłowacja             | Czechosłowacja               | 0:3                          | 0                            | el. MŚ 1990                  |

## Kariera trenerska
Gdy Andermatt występował w FC Emmenbrücke, był jego trenerem. Następnie w 1997 roku został zatrudniony na stanowisku trenera FC Winterthur i prowadził ten klub do 1998 roku. W latach 1998–1999 był trenerem FC Baden. W 1999 roku objął niemiecki SSV Ulm 1846. W sezonie 1999/2000 awansował z nim z drugiej ligi niemieckiej do pierwszej. W trakcie sezonu 2000/2001 został zwolniony.
W 2001 roku Andermatt został trenerem Eintrachtu Frankfurt i prowadził go do marca 2002 w drugiej lidze Niemiec. Od 2002 do 2003 prowadził FC Wil, a następnie pełnił obowiązki trenera FC Vaduz oraz reprezentacji Liechtensteinu. Kadrę Liechtensteinu prowadził w eliminacjach do Euro 2004 oraz do MŚ 2006. W Liechtensteinie pracował do 2006 roku.
W latach 2006–2008 Andermatt prowadził BSC Young Boys. W latach 2009–2010 był trenerem FC Aarau, a w 2011 roku objął AC Bellinzona.